# Terrore e terrore
Terrore e terrore (Scream and Scream Again) è un film del 1970 diretto da Gordon Hessler.

## Trama
In modo da dar vita ad una razza superiore, il dottor Browning, aiutato dal capo della polizia, crea degli umanoidi.